# 26. Kavallerie-Brigade (1. Königlich Württembergische)
Die 26. Kavallerie-Brigade (1. Königlich Württembergische) war ein Großverband der Württembergischen Armee.

## Geschichte
Die 26. Kavallerie-Brigade (1. Königlich Württembergische) wurde am 31. März 1817 in Ludwigsburg als 1. Reiter-Brigade der Württembergischen Armee aufgestellt. Zugleich wurde in Esslingen/Neckar die 2. Reiter-Brigade errichtet. Beide Verbände, die aus je zwei Regimentern bestanden, bildeten die Reiter-Division. Am 29. Juli 1849 wurde der Divisionsstab, die 2. Reiter-Brigade und deren Brigadestab aufgelöst. Die neu gebildete Brigade wurde nach Stuttgart verlegt und am 15. September 1852 in Reiter-Division umbenannt, bei unveränderter Zusammensetzung. Am 18. Dezember 1871 wurde die 2. Reiter-Brigade „wiederbelebt“ und aus den beiden Reiter-Brigaden die 26. und 27. Kavallerie-Brigade (1. und 2. Königlich Württembergische) gebildet, wobei die Brigadestäbe noch nicht gebildet wurden und die vier Kavallerie-Regimenter unter dem „Kommando der Kavallerie“ vereinigt blieben. Am 3. Juli 1872 wurde dieses Kommando aufgehoben und zwei Brigadestäbe gebildet.
Bis zum Ausbruch des Ersten Weltkrieges war sie Teil der 26. Division (1. Königlich Württembergische) und wurde mit Kriegsbeginn bis zum 6. Oktober 1917 der 7. Kavallerie-Division unterstellt. Anschließend operierte sie eigenständig.

### Gliederung
- 1817

1. Reiter-Regiment (Ulanen-Regiment König Karl (1. Württembergisches) Nr. 19), 2. Reiter-Regiment (Dragoner-Regiment König (2. Württembergisches) Nr. 26)
- 1835

3. Reiter-Regiment (Ulanen-Regiment König Wilhelm I (1. Württembergisches) Nr. 20), 4. Reiter-Regiment (Dragoner-Regiment Königin Olga (1. Württembergisches) Nr. 25)
- 1841

1. Reiter-Regiment (Ulanen-Regiment König Karl (1. Württembergisches) Nr. 19), 3. Reiter-Regiment (Ulanen-Regiment König Wilhelm I (1. Württembergisches) Nr. 20)
- 1847

1. Reiter-Regiment (Ulanen-Regiment König Karl (1. Württembergisches) Nr. 19), 2. Reiter-Regiment (Dragoner-Regiment König (2. Württembergisches) Nr. 26)
- 1871

Dragoner-Regiment Königin Olga (1. Württembergisches) Nr. 25, Ulanen-Regiment König Karl (1. Württembergisches) Nr. 19
- 1894

Dragoner-Regiment „Königin Olga“ (1. Württembergisches) Nr. 25, Dragoner-Regiment „König“ (2. württembergisches) Nr. 26
- Kriegsgliederung 1914

Wie vor

### Deutsch-Französischer Krieg 1870/1871
Während des Krieges gegen Frankreich kam die Brigade im Verband 7. Kavallerie-Division zum Einsatz.

### Erster Weltkrieg
Bis Anfang Oktober war die Brigade auf dem westlichen Kriegsschauplatz und anschließend bis Mitte Januar 1917 an der Ostfront eingesetzt und nahm anschließend an den schweren Kämpfen an der Westfront teil.
Zu den Kampfhandlungen, Gefechten und Schlachten siehe Kampfgeschehen der 7. Kavallerie-Division

### Brigadekommandeure
| Dienstgrad                                                 | Name                                 | Datum |
| ---------------------------------------------------------- | ------------------------------------ | ----- |
| Reiter-Division                                            |                                      |       |
| Generalleutnant                                            | von Röder                            | 1817  |
| Generalmajor                                               | von Moltke                           | 1818  |
| Generalmajor                                               | von Sontheim                         | 1825  |
| Generalmajor                                               | Friedrich von Lützow                 | 1841  |
| Reiter-Brigade, Reiter-Division und 26. Kavallerie-Brigade |                                      |       |
| Generalmajor                                               | Franz Karl von Troyff                | 1849  |
| Generalmajor                                               | von Weißenstein                      | 1852  |
| Generalmajor                                               | von Linden                           | 1857  |
| Generalmajor                                               | Herrmann von Sachsen-Weimar-Eisenach | 1859  |
| Generalmajor                                               | Eugen von Entreß-Fürsteneck          | 1865  |
| Generalmajor                                               | von Schéler                          | 1866  |
| Generalmajor                                               | Richard von Mirus                    | 1871  |
| Oberst, ab 1873 Generalmajor                               | Alexander von Salviati               | 1872  |
| Oberst, ab 1881 Generalmajor                               | Otto Witte                           | 1878  |
| Oberst, Generalmajor, Generalleutnant                      | Alarich von Gleich                   | 1886  |
| Oberst, 1893 Generalmajor                                  | von Müller                           | 1891  |
| Oberst, 1897 Generalmajor                                  | Heinrich XIX. Reuß zu Köstritz       | 1896  |
| Oberst, 1902 Generalmajor                                  | von Alten                            | 1900  |
| Oberst, 1904 Generalmajor, 1908 Generalleutnant            | Gustav von Starkloff                 | 1903  |
| Oberst, 1910 Generalmajor                                  | Wilhelm Karl von Urach               | 1908  |
| Oberst, 1913 Generalmajor                                  | Robert von Württemberg               | 1912  |